# Robert Forestier
Robert Roger Forestier – francuski judoka.
Srebrny medalista mistrzostw Europy w 1962 i brązowy w 1963. Drugi na mistrzostwach Francji w 1962 roku.